# San Feliu de Veri
San Feliú de Veri es una localidad española y cabecera de la Entidad Local Menor del mismo nombre perteneciente al municipio de Bisaurri, en la Ribagorza, provincia de Huesca, Aragón. Se sitúa al norte del macizo del Turbón.

## Historia
Se han encontrado en la cueva de Els Trocs asentamientos de más de 7300 años de antigüedad.

## Estructura
La Entidad Local Menor la conforman, además de la aldea de San Feliu de Veri, las aldeas de Buyelgas, La Muria, Dos, Veri, Renanué y San Valero.

## Economía
- Ganadería de vacuno y ovino.
- Turismo rural y de montaña.
- Recursos hidrológicos: la empresa Aguas de San Martín de Veri S.A. explota los manantiales para la comercialización de agua mineral.

## Monumentos
- Iglesia de San Félix, muy modificada en el siglo XVI ya que cuenta con una inscripción sobre la puerta de acceso con la fecha 1520.[3]

## Listado histórico de Regidores
…  1322 …  Bringuer de la Font (síndico y bayle) (1)
…  1385 …  Domingo de Sent Pere (bayle), Martín del Spital (jurado) (2)
…  1495 …  Johan Derbera (3)
…  1549 …  Anton Raso y Antoni Joan Samper, bayles. Jorge Suyls, Anthoni Sala y Ramon Juglar, jurados (4)
…  1677 …  Iuseppe Castán (4)
…  1711  … M. Gairín (5)
…  1728 … Thomas Sopena
…  1783 - 1787 … Timotheo Sanmartín Ribera
…  1789 …  José Sancerni Ariño
1891 - 1896 ... José Sancerni Rosón
... 1929 .... Ramón Abad Ariño, Alcalde; Vicente Ballarín, Secretario.
... 1930 ... Ramón Barrau Espot, Alcalde; Vicente Ballarín, Secretario.
1938 – 1948 Angel Barrau Prades
Intercedió activamente para que ningún vecino de San Feliu de Veri fuera ajusticiado ni represaliado durante la Guerra Civil y la posguerra.
1948 - 1952  Ramón Pons Ballarín
1952 - 1960 Rafael Coyo Castán, Alcalde; Ginés Ballarín Fondevila, Secretario.
Impulsaron la construcción de la carretera y la traída de la electricidad.
1960 – 1979 Joaquín Campo Mentuy
Construcción de las redes de suministro de agua y desagües.
1979 – 1983 José Alíns Gabás
 Primer Alcalde democrático tras la Constitución de 1978.
1987  – 1995 José Feja Pellicer
1995  – 2002  Joaquín Sancerni Artiga
                              2003-2007 José Mª Coyo Castel, concejal en Ayto. de Bisaurri.
2002 – 2011  Manuel Cortinat Entor, Alcalde; José Campo Sancerni, Secretario; Ester Cemeli Casau, Tesorera.
                              2007-2011 José Campo Sancerni, concejal en Ayto. de Bisaurri.
2011 - 2019  José Campo Sancerni, Alcalde; Ester Cemeli Casau, Secretaria; Manuel Cortinat Entor, Tesorero.
Se construyeron los depósitos de agua. Asfaltado de la carretera de San Feliu a el Pllano.
                              2015 - … Verónica Escoll Cierco, concejal en Ayto. de Bisaurri.
2019 - ...  Ana Ventura Saura, Alcalde.

(1)   Guillermo Tomás Faci, 1988, Libro de rentas y feudos de Ribagorza en 1322
(2)   José Camarena Mahique, 1966, Focs y morabatins de Ribagorça: 1381-1385
(3)   Antonio Serrano Montalvo, 1995, La población de Aragón según del fogaje de 1495
(4)   Manuel Iglesias Costa, 2001, Historia del condado de Ribagorza
(5)   Antonio Merino Mora, 2015, Historia de la Villa de Benasque….